# Assassination Tango
Assassination Tango è un film del 2002 scritto, diretto, prodotto e interpretato da Robert Duvall.

## Trama
John J. Anderson, un killer newyorkese viene mandato in Argentina a commettere un omicidio. L'obiettivo è un vecchio generale dell'esercito argentino in pensione che si è macchiato di crimini orribili verso il suo popolo. Una volta lì, scopre che il generale ha avuto un piccolo incidente stradale e ritarda l'attentato e il suo ritorno a New York. Passa il tempo con la ballerina Manuela che diventa la sua insegnante di Tango. Inoltre scopre che qualcuno lo vuole eliminare e prima o poi dovrà affrontarli.